# Florence Uphie Chinje
Florence Uphie Chinje épouse Melo est un agrégée d'université et universitaire camerounaise. Elle est originaire du département de Ngoketunjia dans la région du Nord-Ouest au Cameroun.

## Biographie

### Enfance, Débuts et Etudes
Florence Uphie Chinje après son baccalauréat scientifique a choisi de poursuivre ses études supérieur au sein de l'Université de Yaoundé I. En 1981, elle obtient sa maitrise en chimie inorganique. Ensuite en 1984, elle s’envole pour l’Angleterre où elle obtient un doctorat en ingénierie métallurgique. De retour dans son pays, elle devient en 1985 Professeur Agrégée à l’Université de Yaoundé I.

## Carrière
Avant d'être nommée à des postes de responsabilité, le Professeur Uphie Chinje Melo a commencé sa carrière en tant qu'enseignante. En 1999, elle est nommée directrice générale de la Mission de Promotion des Matériaux Locaux (MIPROMALO),  organisme placé sous tutelle du Ministère de la Recherche scientifique et de l’Innovation. En septembre 2009, Pr. Uphie CHINDJE MELLO est Professeur invitée de l’Université South Wales basée à Cardiff au Royaume-Uni. Le 27 juin 2017, elle est nommée recteur de l'Université de Ngaoundéré en remplacement de Prof Paul Henri Amvam Zollo appelé à faire valoir ses droits à la retraite, par un décret de Paul Biya, président de République du Cameroun. Florence Uphié Chinje est membre associée de l’Académie des sciences du Cameroun qui compte presque 100 académiciens dont une dizaine académiciennes.
Elle est également la fondatrice de la Creatrive Women’s Centre, dont le but est de développer et diversifier les compétences des femmes grâce à une assistance technique et financière.

## Polémique
Le 31 janvier 2022, Jacques Fame Ndongo, ministre de l'Enseignement supérieur, a envoyé une lettre au recteur de l'Université de Ngaoundéré, Florence Uphie Chinje Melo. Dans cette correspondance officielle, il a mis en lumière des dysfonctionnements graves affectant les gouvernances académique, financière, sociale et infrastructurelle de l'institution.
Le 6 mars 2023, Uphie Chinje Melo, a porté plainte contre le contrôleur financier de l’établissement, Joseph Nkili Abessolo. La plainte inclut des accusations de dénonciation calomnieuse, diffamation, chantage, abus de fonction et outrage à fonctionnaire.